# Aplysina
Aplysina é um gênero de esponjas.

## Espécies
- Aplysina aerophoba (Nardo, 1843)
- Aplysina alcicornis (Pinheiro, Hajdu & Custodio, 2007)
- Aplysina applicata (Duchassaing & Michelotti, 1864)
- Aplysina archeri (Higgin, 1875)
- Aplysina aurea (Gammill, 1998)
- Aplysina bathyphila (Maldonado & Young, 1998)
- Aplysina cacos (Lendenfeld, 1888)
- Aplysina caissara (Pinheiro & Hajdu, 2001)
- Aplysina capensis (Carter, 1875)
- Aplysina cauliformis (Carter, 1882)
- Aplysina cavernicola (Vacelet, 1959)
- Aplysina cellulosa (Hyatt, 1877)
- Aplysina chiriquiensis (Diaz, van Soest, Rützler & Guzman, 2005)
- Aplysina compacta (Carter, 1881)
- Aplysina cristagallus (Pinheiro, Hajdu & Custodio, 2007)
- Aplysina digitata (Carter, 1885)
- Aplysina euplectella (Hentschel, 1912)
- Aplysina fistularis (Pallas, 1766)
- Aplysina fulva (Pallas, 1766)
- Aplysina gerardogreeni (Gomez & Bakus, 1992)
- Aplysina higginsi (Lendenfeld, 1889)
- Aplysina hirsuta (Hyatt, 1875)
- Aplysina holda (Lendenfeld, 1889)
- Aplysina inflata (Carter, 1881)
- Aplysina insularis (Duchassaing & Michelotti, 1864)
- Aplysina lactuca (Pinheiro, Hajdu & Custodio, 2007)
- Aplysina lacunosa (Pallas, 1766)
- Aplysina lendenfeldi (Bergquist, 1980)
- Aplysina lingua (Pinheiro, Hajdu & Custodio, 2007)
- Aplysina massa (Szymanski, 1904)
- Aplysina meandrina (Lendenfeld, 1889)
- Aplysina minima (Hentschel, 1914)
- Aplysina minuta (Lendenfeld, 1889)
- Aplysina muricyana (Pinheiro, Hajdu & Custodio, 2007)
- Aplysina nuciformis (Pallas, 1766)
- Aplysina ocracea (Alcolado, 1984)
- Aplysina orthoreticulata (Pinheiro, Hajdu & Custodio, 2007)
- Aplysina pergamentacea (Hechtel, 1983)
- Aplysina picea (Duchassaing & Michelotti, 1864)
- Aplysina primitiva (Burton, 1959)
- Aplysina procumbens (Lendenfeld, 1889)
- Aplysina pseudolacunosa (Pinheiro, Hajdu & Custodio, 2007)
- Aplysina reticulata (Lendenfeld, 1889)
- Aplysina sebae (Pallas, 1766)
- Aplysina solangeae (Pinheiro, Hajdu & Custodio, 2007)
- Aplysina spengeli (Lendenfeld, 1889)
- Aplysina tuberosa (Szymanski, 1904)